# Julia Morleyová
Julia Morleyová, rozená Pritchardová (25. října 1939 Londýn), je anglická podnikatelka, charitativní pracovnice a bývalá modelka. Je předsedkyní a generální ředitelkou organizace Miss World, která pořádá soutěže Miss World a Mister World. Je vdovou po zakladateli soutěže Miss World, zesnulém Ericu Morleym, který soutěž organizoval od jejího založení v červenci 1951 až do své smrti v roce 2000.

## Život a kariéra
Narodila se v Londýně, pracovala jako modelka a v tanečním sále v Leedsu se seznámila s Ericem Morleym, tehdejším ředitelem Mecca Dancing; pár se vzal v roce 1960. Stala se předsedkyní Miss World poté, co její manžel v roce 2000 zemřel.
Jako předsedkyně Miss World představila v roce 1972 program „Beauty With A Purpose“, který shromažďuje peníze na podporu nemocných a znevýhodněných dětí. V roce 2009 využila zahájení festivalu Miss World k založení fondu Variety International Children’s Fund s charitativní večeří; bylo vybráno přes 400 000 dolarů na nutriční, vzdělávací a lékařské projekty na Haiti. Za kampaň „Zachraňte děti“ jí byla udělena cena Priyadarshini. V roce 2016 obdržela humanitární cenu Variety. V roce 2022 byla (za charitativní a dobrovolné služby pro znevýhodněné osoby ve Spojeném království a v zahraničí) jmenována komandérkou Řádu britského impéria (CBE).